# Radiofrekvenční ablace
Radiofrekvenční ablace (zkráceně RF ablace) je metoda lokální terapeutické destrukce tkáně využívající tepelného účinku procházejícího elektrického proudu o frekvenci řádově stovek kHz .

## Princip
Metoda destrukce tkáně je založena na tepelných účincích elektrického proudu o frekvenci 500–1000 kHz, elektrický obvod je uzavřen buď mezi hrotem nástroje (katetru) a plošnou elektrodou připevněnou obvykle na zádech pacienta, nebo je použit nástroj, který má hroty dva, a elektrický obvod se uzavírá mezi nimi. Dostatečné proudové hustoty nutné k destrukci tkáně je dosaženo jen u hrotu katetru, proto je destruktivní účinek limitován. Vysoká frekvence procházejícího proudu má tu výhodu, že nedráždí nervy, svaly a srdce. V místě kontaktu katetru dochází ke koagulační nekróze o hloubce jen zhruba jednoho milimetru. Vznikem nekrózy je podstatně zvýšen elektrický odpor tkáně a tím je zamezeno dalšímu šíření poškození tkáně.

## Použití

### Arytmie
Radiofrekvenční ablace se často využívá v kardiologii při terapii srdečních arytmií s rychlou srdeční akcí (tzv. tachyarytmií) nereagujících nebo špatně reagujících na farmakologickou terapii. Principem navazuje na kardiochirurgickou metodu MAZE, které spočívá ve vytvoření nevodivých jizev v srdeční předsíni z otevřeného přístupu. Katetrizační výkon se pokouší o totéž, avšak z šetrnějšího a mnohem méně invazivního přístupu katetrem přes stehenní tepnu. .

### Nádory jater
Radiofrekvenční ablaci lze využít i při terapii nádorů jater. Lze použít v terapii nádorů primárních, tedy vzniklých v játrech, i nádorů sekundárních, tedy metastázách jiných nádorů (např. kolorektálního karcinomu) do jater. Omezením je, že nádor nesmí být větší než 5 cm. Protože jsou játra orgánem křehkým a silně prokrveným, je jednou z výhod RF ablace to, že se koagulují i cévy a proto se staví i krvácení. Technicky nejde o endovaskulární výkon, do jater se zavádí jehlová elektroda vpichem přes kůži pod kontrolou ultrazvuku, CT nebo MRI.

### Nádory ledvin
V případě postižení ledvin nádorovým onemocněním je metodou volby chirurgický výkon. Pokud jsou však u pacienta přítomny komplikace, lze za určitých okolností provést i miniinvazivní výkon spojený s RF ablací nádoru .

### Žilní varixy
K terapii žilních varixů, tzv. křečových žil, se obvykle používá bipolární elektrody, která je pod ultrazvukovou kontrolou zavedena do povrchové žíly s varixem. Elektrický proud uvnitř žíly způsobí její poškození, kontrakci a následnou postupnou přeměnu ve vazivový pruh.

### Radiofrekvenční péče v kosmetice
Radiofrekvenční technologie se využívá i v oblasti kosmetiky, kde slouží k neinvazivnímu ošetření pleti a těla. Pomocí kontrolovaného zahřívání hlubších vrstev pokožky stimuluje tvorbu kolagenu a elastinu, což vede ke zpevnění pokožky. Tento proces může pomoci redukovat výskyt vrásek, zlepšit texturu pleti a zmírnit povolení kůže.